# Годлевский, Збигнев
Збигнев Эугениуш Годлевский (пол. Zbigniew Eugeniusz Godlewski; 3 августа 1952, Зелёна-Гура — 17 декабря 1970, Гдыня) — польский рабочий-судостроитель. Погиб при подавлении протестов в Гдыне 17 декабря 1970 года. Считается символом жертв декабря 1970 года. Его образ вдохновил Кшиштофа Довгялло на «Балладу о Янеке Вишневском».

## Гибель
Родился в семье капитана Народного Войска Польского. Окончил техническое училище. Работал на судоверфи имени Парижской коммуны. Жил в Эльблонге, приезжал на работу в Гдыню. 
В декабре 1970 года на Балтийском побережье начались рабочие протесты, спровоцированные повышение цен в преддверии католического Рождества. Руководство ПОРП ответило применением военной силы.

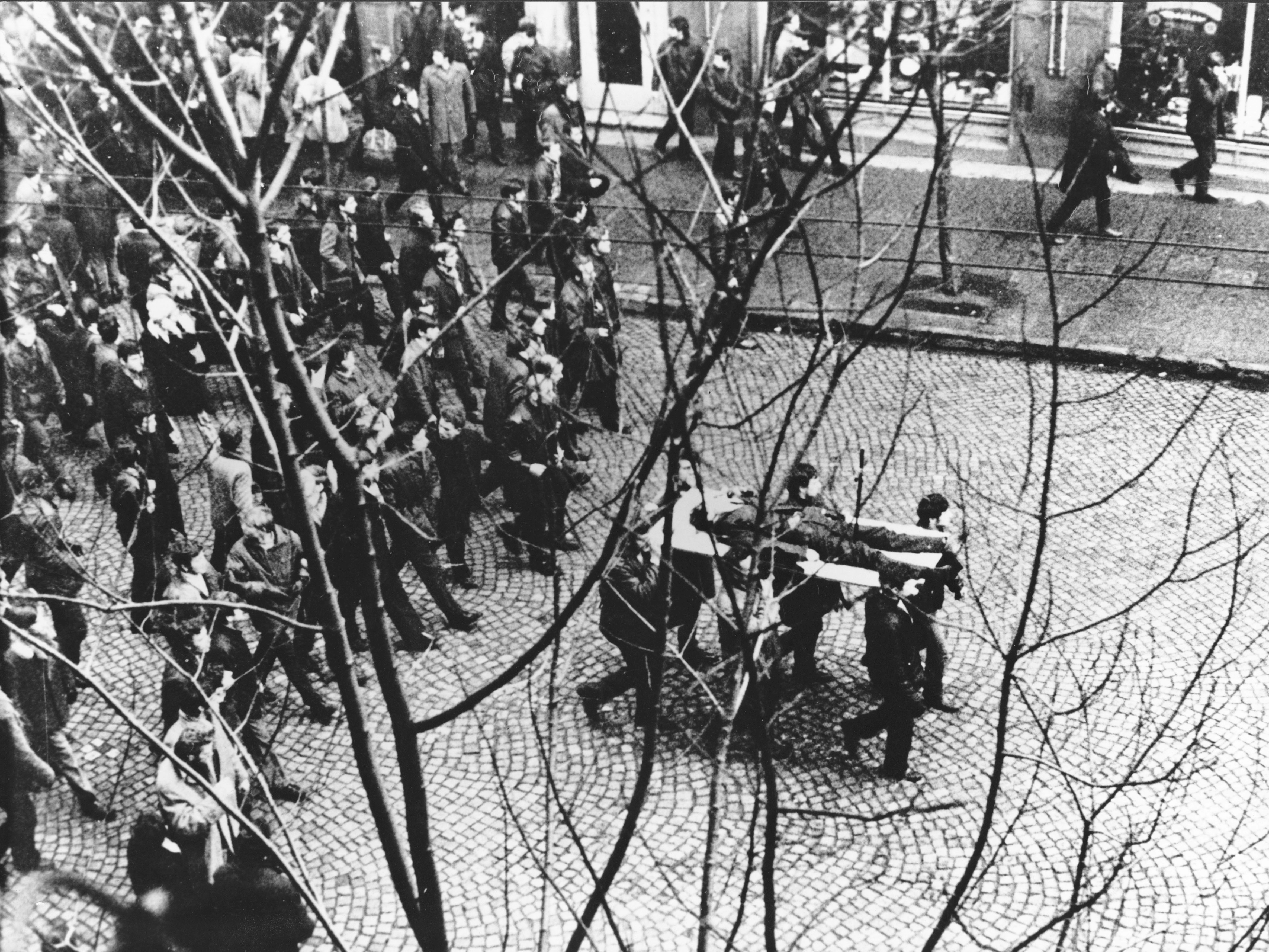
Демонстранты несут убитого Збигнева Годлевского

Збигнев Годлевский не участвовал в забастовках и манифестациях. Утром 17 декабря 1970 он, как обычно приехал в Гдыню, но близ автобусной обстановки попал под обстрел — войска и ЗОМО открыли по рабочим упреждающий огонь на поражение. Три огнестрельных ранения оказались несовместимы с жизнью. Смерть юноши усилила ярость протеста. Тело убитого положили на сорваную дверь и пронесли по улицам Гдыни.
Похороны прошли в ночь на 19 декабря, без участия семьи, на кладбище в гданьском районе Олива. Лишь на следующий год останки были переданы семье для перезахоронения в Эльблонге.

## Баллада
Имя Збигнева Годлевского не было широко известно (власти целенаправленно блокировали распространение информации), но о гибели юноши в Гдыне знали по всей Польше. Он стал символом жертв кровавого декабря. В 1980 году, при новой волне массовых протестов, активист «Солидарности» Кшиштоф Довгялло написал «Балладу о Янеке Вишневском», призывающую к сопротивлению и возмездию убийцам.
Янек Вишневский — собирательный образ, вдохновлённый судьбой Збигнева Годлевского. Впоследствии, когда обстоятельства 17 декабря 1970 приобрели всеобщую известность, Кшиштоф Довгялло принёс извинения родителям Збигнева — не зная его имени, он не мог назвать его в балладе.

## Память
После смены общественно-политического строя Польши имя Збигнева Годлевского было увековечено в названии улиц в Эльблонге и Зелёна-Гуре. 17 декабря 2008 года президент Польши Лех Качиньский издал указ о посмертном награждении Збигнева Годлевского Золотым Крестом Заслуги — «за содействие демократическим преобразованиям».
В 2015 году посмертно награждён Крестом Свободы и Солидарности.
Именем Янека Вишневского как персонажа баллады Довгялло названы улицы в Гдыне и Гданьске.
Пробитая пулями куртка Годлевского, которую он надел в день смерти, является одним из экспонатов музея «Солидарности» в Гданьске.

## Кинообраз
Збигнев Годлевский фигурирует как персонаж в фильме «Чёрный четверг» о трагических событиях 1970 года. Прямого упоминания в картине нет, но образ хорошо узнаваем. Роль исполняет Томаш Зентек.
Сюжет несколько отличается от реальной судьбы Годлевского. В фильме он погибает не под обстрелом на автобусной обстановке, а под жесточайшим избиением в милиции (подобные случаи были характерны для периода военного положения 1981—1983 годов).